# Parafia Najświętszej Maryi Panny Królowej Polski w Michalczowej
Parafia Najświętszej Maryi Panny Królowej Polski w Michalczowej – parafia rzymskokatolicka, znajdująca się w diecezji tarnowskiej, w dekanacie Ujanowice.